# NGC 6096
NGC 6096 is een spiraalvormig sterrenstelsel in het sterrenbeeld Noorderkroon. Het hemelobject werd op 24 juni 1864 ontdekt door de Duitse astronoom Albert Marth.

## Synoniemen
- MCG 5-38-44
- ZWG 167.57
- NPM1G +26.0416
- PGC 57598